# Стършел (радиозаглушител)
„Стършел“ R-045/R-046 е вид боеприпаси за радиоелектронно противодействие, изстрелвани от 122 mm или 152 mm артилерийски оръдия. Радиосмутителят е предназначен да заглушава вражеските радиокомуникации на бойното поле.

## Проектиране и внедряване
Снарядите „Стършел“ са разработени и внедрени в началото на 80-те години и са пуснати в експлоатация в средата на 80-те години. До средата на 90-те години снарядите се доставят във всяко артилерийско подразделение в Българската армия като специални боеприпаси. Пълният комплект за заглушаване се състои от няколко снаряда, покриващи диапазон на заглушаване от 20 до 100 MHz (с 5 изстрела) за R-045 и от 1,5 до 120 MHz (с 8 изстрела) за R-046. Перките на снаряда се разгръщат по време на полет. След забиване в земята, автоматичен заряд изстрелва телескопична 1,5 метра антена нагоре и заглушителят се захранва от литиево-йонна батерия за поне един час. Ефективният обхват на заглушаване е най-малко 700 m. Обикновено 1 или 2 комплекта „Стършел“ се използват за пълно блокиране на вражеските комуникации на фронтовата линия в тактически мащаб.

## Спецификации
- Обхват на R-045: 3000 – 14 500 m
- Обхват на R-046: 4000 – 16 500 m
- Тегло на R-046: 34,56 kg
- Трайност на съхранение при тежки условия: 3 години
- Трайност на съхранение при нормални условия: 10 години